# Theresianum Ingenbohl

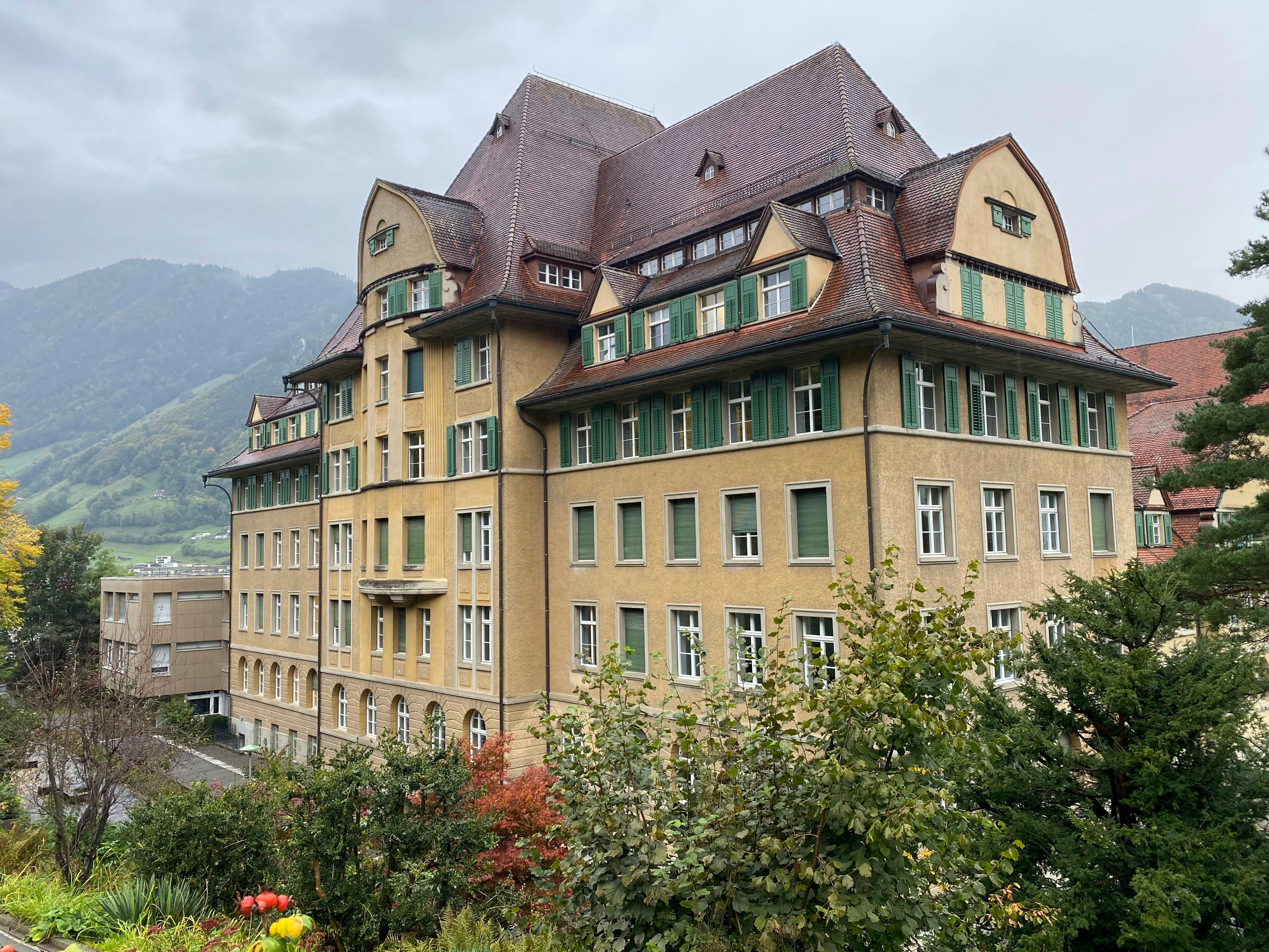

Das Theresianum Ingenbohl ist eine Privatschule mit kantonalem Auftrag. Sie liegt auf dem Klosterhügel in der Gemeinde Ingenbohl. Das schulische Angebot umfasst ein Gymnasium, eine Fachmittelschule und eine Sekundarschule. Trägerschaft ist die gleichnamige Stiftung, das Gebäude befindet sich in Besitz des benachbarten Klosters.

## Geschichte
Die Ursprünge des Theresianums gehen auf Theodosius Florentini, welcher auch die mit dem Theresianum konkurrierende Kantonsschule Kollegium Schwyz als damaliges Kollegium Maria Hilf ins Leben gerufen hatte, zurück. Im Jahre 1853 wurde in Chur das Kreuzspital samt Waisenhaus, Primarschule und Pfünderhaus eröffnet. 1857 wurde das Gebäude um eine Töchternschule samit Seminar erweitert. Mangels Unterstützung durch den Churer Stadtrat wurde die Töchternschule 1860 nach Ingenbohl umgezogen, wo das Pensionat und Lehrerseminar in einem Seitenflügel des Klosters geführt wurde. Dies gilt als Geburtsstunde des heutigen Theresianums und wurde auch als Grundstein für die 150-Jahr-Feierlichkeiten im Jahre 2010 angesehen. Die erste Schulleiterin in Ingenbohl war die damalige Generaloberin Mutter Maria Theresia Scherer. Unter ihrer Leitung wurde 1888 auch mit dem Bau des heutigen Jugendstilbaus zwischen Kloster und Klosterwald begonnen.
1889 wurde das Kindergärtnerinnen- und Lehrerinnenseminar sowie die Realschule eingeführt, 1908 die Handelsschule, 1916 das Seminar für Hauswirtschaftslehrerinnen und 1925 erhielt das Theresianum die Zulassung für den Betrieb eines Gymnasiums des Typus B.
1968 bis 1971 wurde das Gebäude umfassenden Umbaumassnahmen unterzogen, zudem wurde in den Jahren 1974/75 die gewaltige Immaculata-Kirche an der Ostseite in einen Aula-Kirchen-Doppelbau umgewandelt. 1976 bis 1980 wurden Erweiterungsbauten in Formen zweier separater Gebäude verwirklicht: Das Musikhaus und das Sporthaus samt Doppelsporthalle, Schwimmhalle mit 3- bzw. 1-Meter Sprungturm sowie 25-Meter-Becken und Werkstatt.
1995 wurden das Wirtschafts- und das neusprachliche Gymnasium in den Bildungskatalog aufgenommen, ehe 1998 das neue Eidgenössische Maturitätsreglement (MAR) übernommen wurde.
1997 gab das Kloster Ingenbohl den Betrieb der Schule an die neugegründete Stiftung Theresianum Ingenbohl ab.
1999 wurde die TiSi (von TheriCafeteria) genannte Cafeteria in Betrieb genommen. 2002 wurde die erste Fachmittelschule des Kantons eingeführt, in diesem Lehrgang sind erstmals in der Geschichte der Schule auch männliche Schüler zugelassen.
2006 schlossen sowohl das Kindergärtnerinnen-, als auch das Lehrerinnen- und Hauswirtschaftslehrerinnenseminar ihre Tore, da sie mit dem Lehrerseminar Rickenbach zur neuen PHZ Schwyz am Standort Goldau zusammengelegt wurden. Die freiwerdenden Kapazitäten wurden durch die Einführung der Orientierungsstufe (7. bis 9. Schuljahr) kompensiert.
2007 bis 2009 wurde das Internat umgebaut und durch Sanierung der ehemaligen Schwesternzimmer erweitert.

## Bildungsangebot

### Gymnasium
Das Theresianum bietet drei gymnasiale Lehrgänge an, einerseits die deutschsprachige Matura, andererseits die bilinguale in Deutsch/Englisch (Advanced) und die bilinguale plus in Deutsch/Englisch (Proficiency).
Angebotene Schwerpunktfächer
- Latein
- Psychologie, Pädagogik, Philosophie
- Bildnerisches und Technisches Gestalten sowie Kunstgeschichte
- Biologie und Chemie

Angebotene Ergänzungsfächer
- Geografie und Geschichte
- Musik
- Physik
- Ethik
- Sport
- Wirtschaft und Recht

### Fachmittelschule
Sie wurde 2002 als erste ihrer Art im Kanton Schwyz eingeführt. Daher wurde das Theresianum verpflichtet, entgegen seiner Tradition in diesem Lehrgang auch männliche Studenten aufzunehmen.
Es werden drei Berufsfelder unterrichtet:
- Pädagogik
- Gesundheit
- Soziale Arbeit

### Mädchen-Sekundarschule (7. bis 10. Schuljahr)
Die private Mädchen-Sekundarschule (7. bis 10. Schuljahr) desTheresianums wird im Coachingbetrieb unterrichtet, d. h. die Schüler erlernen den Unterrichtsstoff individuell, Lehrpersonen sind mehr als Betreuer denn als Unterrichtsperson angestellt.

### Frühere Lehrgänge
Lehrerinnenseminar
Das Theresianum verfügte bis 2006 über drei Lehrerinnenseminare für die Ausbildung zur Kindergärtnerin, zur Lehrerin und zur Hauswirtschaftslehrerin. Nebst dem Kanton Schwyz waren auch Studentinnen aus Uri, der Ostschweiz und Liechtenstein zugelassen. Zudem bestand mit den Gemeindeschulen von Ingenbohl-Brunnen ein Abkommen zur Absolvierung der Praktika.
Handelsschule
Die Handelsschule wurde 1999 auf Kantonsbeschluss hin zugunsten derjenigen der Kantonsschule Kollegium Schwyz geschlossen. Allerdings hegt der Kanton in seinem Mittelschulprogramm die Absicht, die HMS vom Kollegium ans Theresianum zu verlegen, um an der KKS Platz für weitere Kapazitäten zu schaffen.

## Trägerschaft
Seit 1. Januar 1997 obliegt die Trägerschaft der gleichnamigen Stiftung, welche am 16. Dezember 1996 zu genau diesem Zwecke von der Mutterprovinz Schweiz der Barmherzigen Schwestern vom Heiligen Kreuz und vom Verein Ehemalige und Freunde des Theresianums Ingenbohl gegründet wurde.

## Jubiläumsfeiern 2010
Die 150-Jahr-Feierlichkeiten der Schule waren über das gesamte Jahr präsent:
- Am 10. Januar 2010 wurde die SR-DRS-Sendung Persönlich im Theresianum aufgezeichnet.
- Am 15. Januar 2010 erleuchtete der Lichtkünstler Gerry Hofstetter die Himmelsleiter genannte Treppe, die vom Theresianum nach Ingenbohl führt sowie das Schulgebäude.[6]
- Bundesrätin Micheline Calmy-Rey hielt die Rede anlässlich der Matura- und Diplomfeier.
- Mit dem Konzert Frauentrilogie unter Teilnahme von Caroline Chevin, Nadja Räss und Dodo Hug wurde der kulturelle Teil am 17. September 2010 abgeschlossen.
- Den Schlusspunkt setzte am 21. Dezember 2010 eine Fackelwanderung unter dem Namen  Wunschlichter streben himmelwärts.

## Internat
Im Internat, das sich im 3. und 4. OG des Hauptgebäudes sowie in den ehemaligen Schwesternzimmern befindet, leben 94 Schülerinnen in Einzel- oder Doppelzimmern. Angeboten werden nebst dem für Erstklässler obligatorischen Studium auch die Mahlzeiten sowie diverse Freizeitaktivitäten.

## Absolventinnen und ehemalige Schülerinnen
- Micheline Calmy-Rey (* 1945)
- Carla Del Ponte
- Eveline Hasler
- Graziella Contratto
- Annemarie Huber-Hotz
- Emilie Lieberherr